# La Teja (Montevideo)
La Teja es uno de los 62 barrios oficialmente reconocidos de Montevideo (Uruguay). Sus orígenes se remontan a la fundación de "Victoria", el 12 de septiembre de 1842. Limita con Tres Ombúes al noroeste, al norte con Belvedere, al noreste con el Prado, al sureste con Capurro, y al sur con la Bahía de Montevideo. Al oeste de la parte sur, limita con el arroyo Pantanoso, donde se inicia la Villa del Cerro.

## Historia

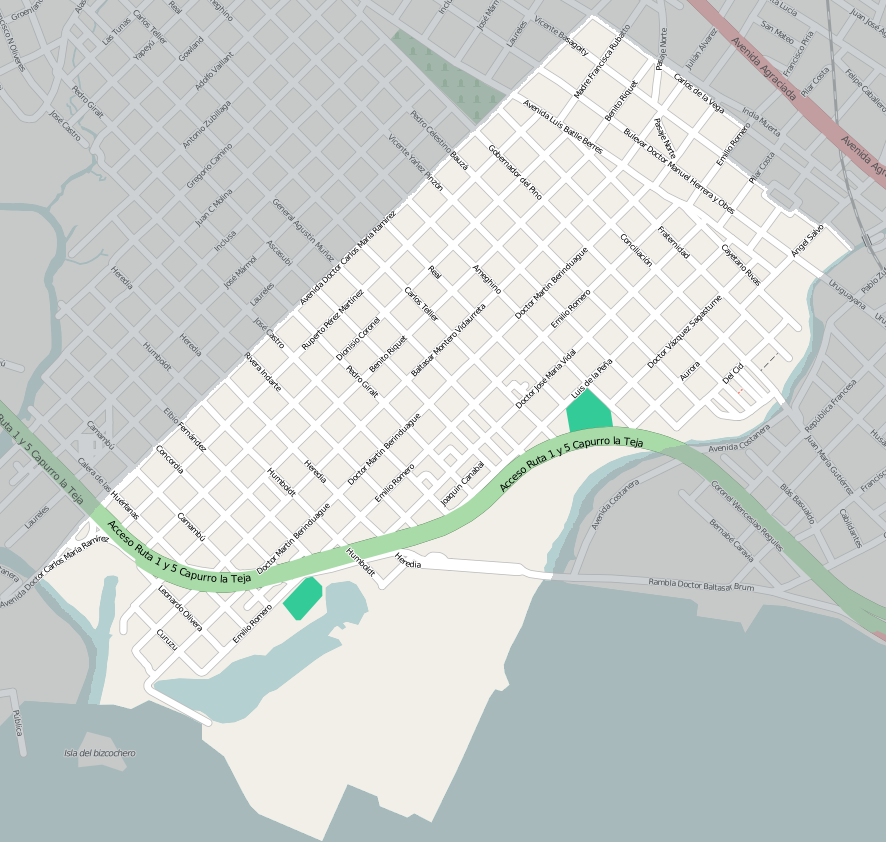
Mapa de calles de La Teja.

El origen del barrio se remonta al poblado Victoria, fundado el 12 de septiembre de 1842 y nombrado en honor a la reina Victoria del Reino Unido, área comprendida por 122 manzanas pertenecientes al empresario anglouruguayo Samuel Lafone y delineadas por dos agrimensores de la Comisión Topográfica: Gutiérrez y Eguía. En dichas tierras, anteriormente se ubicaba la estancia jesuita Jesús María. En 1841, Lafone había establecido un saladero sobre la costa de la Bahía de Montevideo y la desembocadura del arroyo Pantanoso, en un paraje denominado Rincón de La Teja.
Los primeros habitantes fueron inmigrantes españoles, vascos, franceses e italianos, que se se desempeñaban como obreros o trabajadores del saladero, sin perjuicio de que fuentes de trabajo fueron proporcionadas por el embarcadero establecido por Antonio Lussich y el peladero de cueros y mataderos. En un inicio, el pueblo era reconocido por las construcciones de las viviendas con techo a dos aguas. A poco de fundarse el barrio, ya se habían construido cuatro edificios y se había proyectado la construcción de dos puentes: uno sobre el arroyo Miguelete, y el otro sobre el arroyo Pantanoso.
En el año 1869 llegó a Paso Molino el primer tranvía de caballos. Esta novedad, acerca un medio de transporte a los escasos pobladores del lugar. A principios del siglo XX se convierte en una gran zona comercial e industrial, con la instalación de frigoríficos. Los terrenos que ocupaba el saladero de Lafone fueron adquiridos en 1914 por el Estado uruguayo, y en su lugar se construyó la planta de refinación de petróleo de la empresa estatal, ANCAP.

## Sitios de interés
El barrio La Teja es sede de los clubes profesionales de fútbol Club Atlético Progreso, Institución Atlética Potencia y Club Atlético Artigas.
Este último desde 2022 juega de local en el departamento de Artigas.